# Eyong Enoh
Eyong Tarkang Enoh (Kumba, 1986. március 23. –) kameruni válogatott labdarúgó, jelenleg az Antalyaspor játékosa. Posztját tekintve védekező középpályás.

## Sikerei, díjai
Ajax
- Holland bajnok (2): 2010–11, 2011–12
- Holland kupagyőztes (1): 2009–10